# Campionat britànic de motocròs 1967
La temporada de 1967 del Campionat britànic de motocròs fou la 16a edició d'aquest campionat, organitzat per l'ACU.

## Classificació final

### 500cc
| Posició | Pilot           | Motocicleta | Punts |
| ------- | --------------- | ----------- | ----- |
| 1       | Jeff Smith      | BSA         | 61    |
| 2       | Alan Clough     | Husqvarna   | 20    |
| 2       | Vic Eastwood    | BSA         | 20    |
| 4       | Dave Bickers    | ČZ          | 14    |
| 5       | Chris Horsfield | Greeves     | 12    |
| 6       | John Banks      | BSA         | 9     |
| 7       | Arthur Browning | Greeves     | 6     |
| 8       | Bryan Wade      | Greeves     | 5     |
| 9       | Keith Hickman   | BSA         | 4     |
| 10      | Arthur Lampkin  | BSA         | 2     |

1. ↑  Alan Clough i Vic Eastwood empataren a punts en la segona posició

### 250cc
| Posició | Pilot           | Motocicleta     | Punts |
| ------- | --------------- | --------------- | ----- |
| 1       | Alan Clough     | Husqvarna       | 26    |
| 2       | Dave Bickers    | ČZ              | 18    |
| 2       | Freddie Mayes   | Norton-Villiers | 18    |
| 4       | Bryan Goss      | Husqvarna       | 16    |
| 5       | Arthur Browning | Greeves         | 13    |
| 6       | Malcolm Davis   | Greeves         | 12    |
| 7       | Terry Challinor | Sprite          | 6     |
| 8       | Bryan Wade      | Greeves         | 3     |
| 9       | Mick Andrews    | OSSA            | 3     |
| 10      | Vic Allan       | Greeves         | 2     |

1. ↑  Dave Bickers i Fred Mayes empataren a punts en la segona posició